# Pacarmulyo
Pacarmulyo is een bestuurslaag in het regentschap Wonosobo van de provincie Midden-Java, Indonesië. Pacarmulyo telt 2993 inwoners (volkstelling 2010).